# Sandal, Kula
Sandal là một thị trấn thuộc huyện Kula, tỉnh Manisa, Thổ Nhĩ Kỳ. Dân số thời điểm năm 2011 là 1.661 người.